# Baldinger Straße 21 (Nördlingen)

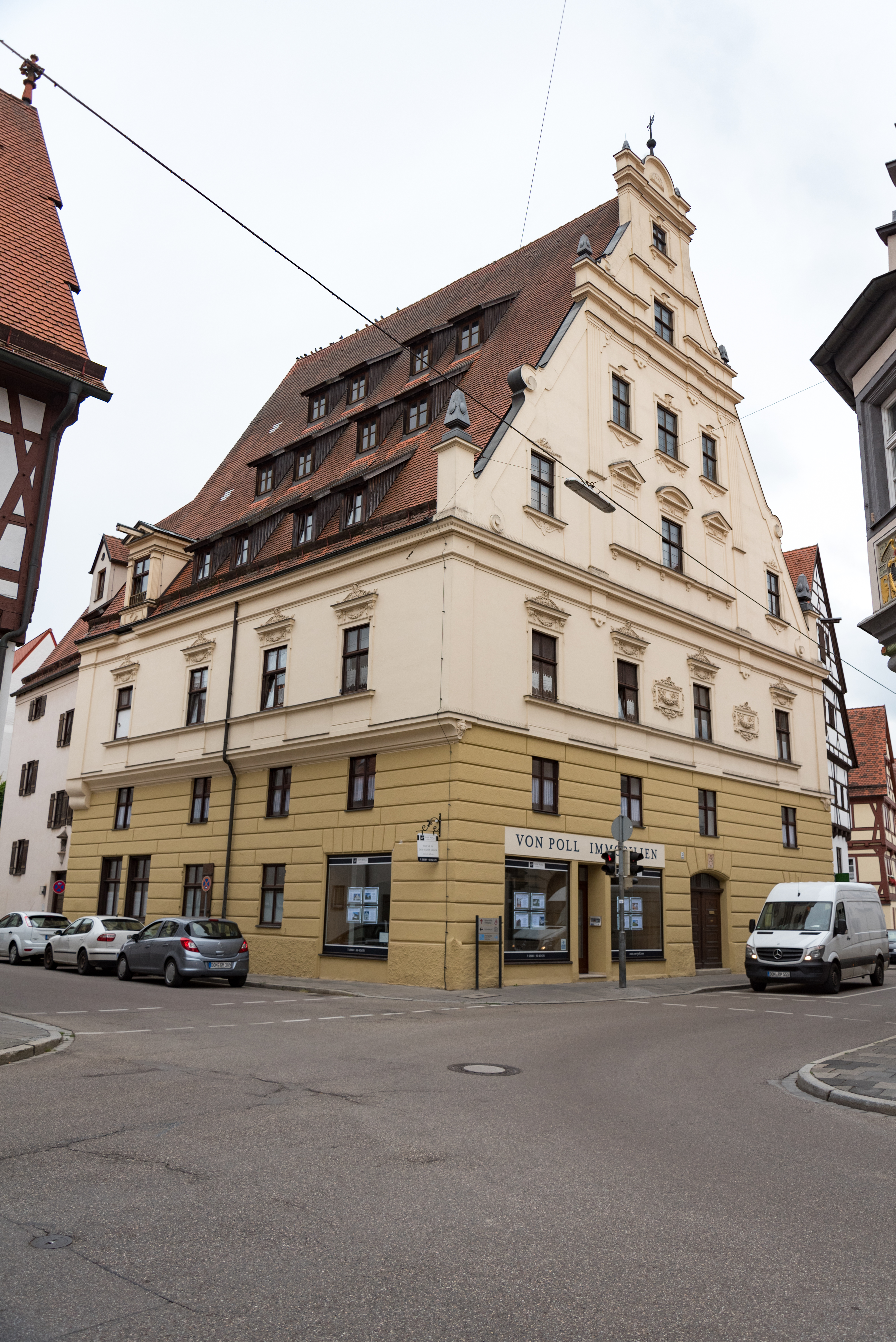
Fachwerkhaus Baldinger Straße 21 in Nördlingen (2016)

Das Gebäude Baldinger Straße 21 in Nördlingen, einer Stadt im schwäbischen Landkreis Donau-Ries in Bayern, wurde 1405 errichtet. Das Fachwerkhaus in Ecklage zur Herrengasse ist ein geschütztes Baudenkmal.
Die ehemalige Pfisterei des Heilig-Geist-Spitals, die erstmals 1442 genannt wird, ist ein dreigeschossiger und verputzter Fachwerkbau mit Satteldach. Die Fassadengliederung in Neurenaissance-Formen stammt aus dem Jahr 1882.
Das Anwesen wurde von der Spitalstiftung im Jahr 1835 an den Kaufmann Philipp Friedrich Weilbach verkauft. Dessen Sohn Albert ließ die historistische Fassade errichten, hinter der sich einer der stattlichsten Fachwerkbauten Nördlingens verbirgt.